# 有能
| ウィキペディアには「有能」という見出しの百科事典記事はありません（タイトルに「有能」を含むページの一覧/「有能」で始まるページの一覧）。 代わりにウィクショナリーのページ「有能」が役に立つかもしれません。 |